# Far Cry (seria)
Far Cry – seria strzelanek pierwszoosobowych wyprodukowanych przez Crytek i Ubisoft Montréal, a wydanych przez Ubisoft.

## SeriaFar Cry

### Główne gry
- Far Cry – 23 marca 2004[1]
- Far Cry 2 – 21 października 2008
- Far Cry 3 – 29 listopada 2012
- Far Cry 4 – 18 listopada 2014
  - Far Cry 4: Dolina Yeti – 10 marca 2015
- Far Cry 5 – 27 marca 2018[2]
  - Far Cry 5: Mroczne godziny – 5 czerwca 2018
  - Far Cry 5: Uwięzieni na Marsie – 17 lipca 2018
  - Far Cry 5: Zombie atakują – 28 sierpnia 2018
- Far Cry 6 – 7 października 2021[3]

### Spin–offy
- Far Cry Instincts – 27 września 2005
- Far Cry Instincts: Evolution – 2006
- Far Cry Instincts: Predator – 2006
- Far Cry Paradise Lost – 2007
- Far Cry: Vengeance – 2006
- Far Cry 3: Blood Dragon – 1 maja 2013
- Far Cry 4 Arcade Poker – 18 listopada 2014
- Far Cry Primal – 1 marca 2016[4]
- Far Cry New Dawn – 15 lutego 2019

## Film
2 października 2008 odbyła się premiera filmu Far Cry wyreżyserowanego przez Uwe Bolla na podstawie serii gier.